# Cal Beneficiat
Cal Beneficiat és una edificació del municipi de Santa Margarida de Montbui (Anoia) inclosa en l'Inventari del Patrimoni Arquitectònic de Catalunya.

## Descripció
Es tracta d'un conjunt format per dos casals de planta, pis i golfes. S'hi ha fet transformacions com l'obertura d'una petita galeria a les golfes i d'un gran portal per un garatge (abans d'arc de mig punt). És una edificació que destaca per la seva antiguitat tal com demostra l'escut inscrit a sota del balcó on hi ha la data del 1688. Per les restes de pintura que queden a la façana es pot suposar que aquesta devia ser força diferent de l'actual. Ha estat reformada al seu interior.

## Història
Aquesta edificació està situada en un dels carrers originaris del poble de Montbui, el carrer Major, nucli embrionari de la trama urbana configurada entorna de l'església i d'aquest carrer, que ja figura en un capbreu del 1520. Les cases es van anar alineant en el carrer Major, on hi hagué la major densitat de població. Aquesta casa era propietat del bisbat de Vic, que l'havia adquirit d'una donació. El 1975 la comprà l'actual propietari.